# Los Chicos en el Fregadero
Los Chicos en el Fregadero (en inglés: Boyz in the Sink) es una banda ficticia de personajes de VeggieTales que apareció por primera vez en el segmento de Canciones Tontas con Larry de 2003 en La Balada del Pequeño Joe  (en inglés: The Ballad of Little Joe). La banda ha aparecido en 2007 en Moe y el Gran Escape (en inglés: Moe and the Big Exit) y If I Sang A Silly Song y Robin Good and His Not-So-Merry Men de 2012.
Al igual que otros temas recurrentes, como Los Piratas Que No Hacen Nada (en inglés: The Pirates Who Don't Do Anything), el grupo está formado por personajes familiares de VeggieTales que desempeñan roles específicos. Los miembros de la banda son Larry el Pepino, el Sr. Lunt, Junior Espárrago, y Jimmy Calabaza. El cuarteto y su nombre son parodias de "bandas de chicos" incluso Boyz n the Hood y los Backstreet Boys.

## Canciones

### Ombliguito
"Ombliguito" (en inglés: Belly Button), su primera canción, es el lamento musical del Sr. Lunt que le falta un ombliguito representado a través de su visita a una clínica médica. Julio Cármenes (Tim Hodge en la versión inglesa/original) doblada la voz de Khalil, una oruga, quien aparece vestido como un médico que le informa al Sr. Lunt que su vástago cumple la función de un ombliguito. Originalmente incluido como la canción tonta para La balada del pequeño Joe, el video fue lanzado por separado y ganó el Premio del Jurado para Cortometraje Animado o Video de PChildren en la Festival Internacional de Cine Infantil 2004 de Chicago. La canción ha sido citada como la canción tonta favorita del cocreador de VeggieTales y la voz inglesa/original de Larry Mike Nawrocki el centro de Milwaukee Bucks Jake Voskuhl.

### Se armó un desorden en Egipto
Para la canción tonta del episodio Moe y el gran escape de VeggieTales, el grupo interrumpe al anunciador de la canción tonta para contar la historia de Moisés a su manera, con un rap titulado "Se armó un desorden en Egipto" (en inglés: A Mess Down in Egypt). Como saben, el Sr. Lunt con la camisa azul oscura también lleva esta canción. Este es el segundo consecutivo en que el Sr. Lunt cantó. El sitio web de la película, Rotten Tomatoes, llamó a la canción tonta un "espectáculo musical encantadoramente tonto".

### Bubble Rap
La canción aparece en el video de compilación de canciones tontas, If I Sang A Silly Song, cuando la banda, nuevamente acompañada por Khalil, canta las maravillas del material de empaque.

### Otras Canciones
- "You Put This Love In My Heart" aparece en el álbum VeggieTales Worship Songs y originalmente fue grabada y cantada por Los Chicos en el Fregadero.
- "Jesus Is Just Alright" aparece en el álbum Bob and Larry Sing the 70's y es una versión de un hit de Los Chicos en el Fregadero.
- "Christmas Sizzle Boy" aparece en el álbum The Incredible Singing Christmas Tree.

## Álbum
El único álbum de la banda, Boyz in the Sink, fue lanzado por EMI y Big Idea Productions el 3 de octubre de 2006. Llegó a su punto máximo en 2007 en el puesto 10 en la lista Billboard Top Kid Audio y presenta canciones tontas de Los Chicos en el Fregadero y remixes de otras canciones de VeggieTales.
1. Boyz in the Sink - 2:35
2. Bigger Than The Boogie Man (¿Dónde está Dios cuando tengo m-miedo?) - 3:43
3. The B-O-Y-Z Dance (presentado a Kirk Franklin con él mismo) - 2:43
4. Belly Button 2006 (La balada del pequeño Joe; presentado a Kirk Franklin con él mismo) - 3:30
5. The Hairbrush Song (¿Eres mi prójimo?) - 2:31
6. Do the Moo Shoo (The Ultimate Silly Song Countdown) - 1:00
7. My Day (Junior's Bedtime Songs) - 4:03
8. The Funky Polka - 3:13
9. Cheeseburger - 3:10
10. Oh No! What We Gonna Do? (¿Dónde está Dios cuando tengo m-miedo?) - 2:08
11. I Can Be Your Friend (¿Eres mi prójimo?) - 3:21

## Otros Medios
Big Idea lanzó un rompecabezas con Los Chicos en el Fregadero. Los Chicos en el Fregadero también aparece en el lanzamiento de Big Idea de 2006 VeggieTales: Worship Songs. La banda fue presentada como parte de "VeggieTales Rockin' Tour LIVE" en 2005, el segundo espectáculo itinerante con música y personajes de VeggieTales.